# Dragon Khan
Dragon Khan es una montaña rusa de PortAventura Park.
El parque está ubicado en Salou y Vilaseca, municipios de Tarragona, Cataluña, España. Fue inaugurada el 1 de mayo de 1995 por el presidente de la Generalidad de Cataluña Jordi Pujol, acompañado por el ministro de Comercio y Turismo de España Javier Gómez Navarro.

## Inicios
La atracción fue diseñada por Ing.-Büro Stengel GmbH. Fue abierta junto con el resto del parque y el día de su inauguración batió el récord del mundo en inversiones, con ocho, y el loop vertical más alto del mundo, con 36 metros. El récord de inversiones estuvo en su posesión hasta el año 2002, que fue batido por la atracción Colossus, de Thorpe Park (Reino Unido), que lo situó en 10 inversiones. El récord de altura en un loop vertical lo perdió en marzo del año 2000 con la inauguración de Superman: Krypton Coaster en Six Flags Fiesta Texas (44 metros). Posteriormente, otras montañas rusas han superado también dicha marca, siendo todavía de los 10 más altos del mundo.

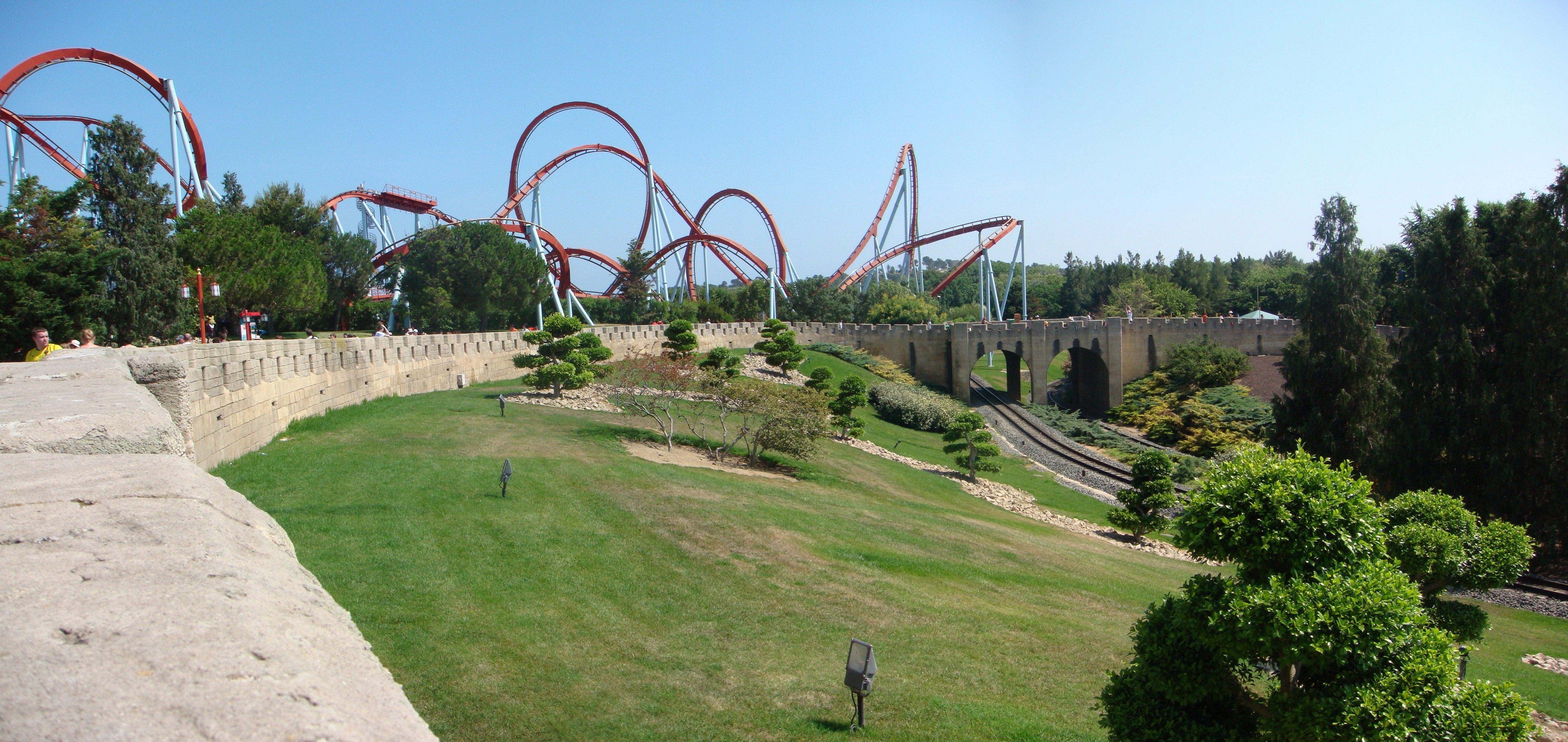
Vista panorámica de la muralla y de Dragon Khan.

## Descripción

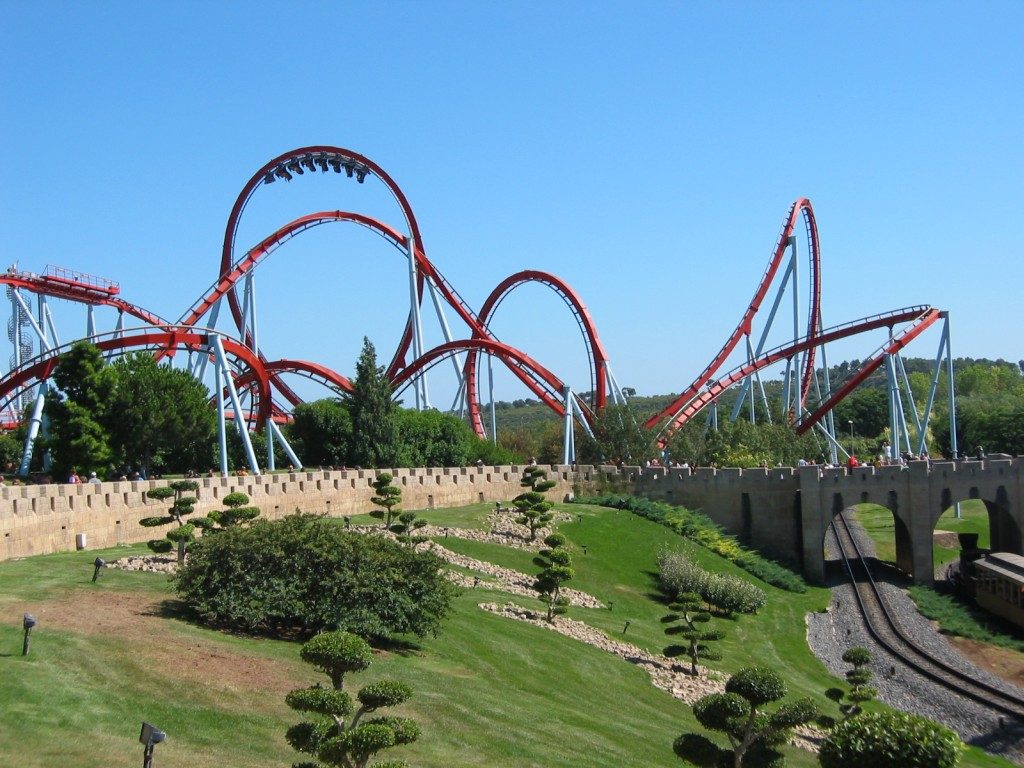
Tren en lo alto del famoso loop vertical.

La vía es roja, con soportes azules. Existen distintos trenes, aunque normalmente solo dos trenes circulan simultáneamente, dejando el tercer tren para horas punta. Su distribución es de 7 coches por tren, con 4 personas por fila, con una capacidad total de 28 personas por tren.
Una de las características principales es la pre-caída (o pre-drop) (conocida como kicker en la industria). Es una pequeña caída de alrededor de un metro o dos después de la subida inicial y antes de la bajada principal, que sirve para reducir la tensión en la cadena que sube el tren, al evitar que los vagones delanteros tiren hacia abajo mientras los traseros están aún enganchados. En el Dragon Khan, después de la pre-caída hay un pequeño recorrido con un giro hacia la derecha que abre paso a la primera caída (o first drop).
Otra característica es la forma de las vías. La "espina dorsal" de la vía es cuadrada, al contrario que la mayoría de otras compañías, que la usan redonda. Esto crea un rugido característico cuando el tren circula por ellas, al estar hueca esta "espina dorsal".
Está situada en el área temática de China, justo al lado de un gran trozo del recorrido por la muralla china, de modo que las vistas a la atracción son espectaculares.
Después del cierre de temporada 2011, la atracción fue repintada. Los soportes se han pintado de color más azul que antes (azul eléctrico); esto se ha hecho para que predomine más junto a la nueva atracción Shambhala. También han pintado la vía, dado que la pintura estaba muy desgastada y parecía de color naranja. Los colores de los trenes han sido reemplazados por una única textura en todos por igual, sin distinción alguna, combinando diferentes colores llamativos, como el azul, el verde, el amarillo/naranja, y otros colores. Después del cierre de la temporada 2024 la atracción fue repintada de nuevo, esta vez solamente pintaron la vía dada la misma situación que en 2011, además de prepararse para el 30 aniversario de su apertura
Dragon Khan estuvo cerrada durante toda la construcción de Shambhala (con la que se cruza un total de 4 veces), que duró toda la temporada de Navidad 2011. En los inicios de la temporada 2012 se abrió del 6 al 16 de abril; después no se volvió a abrir hasta la inauguración de Shambhala.

## Argumento

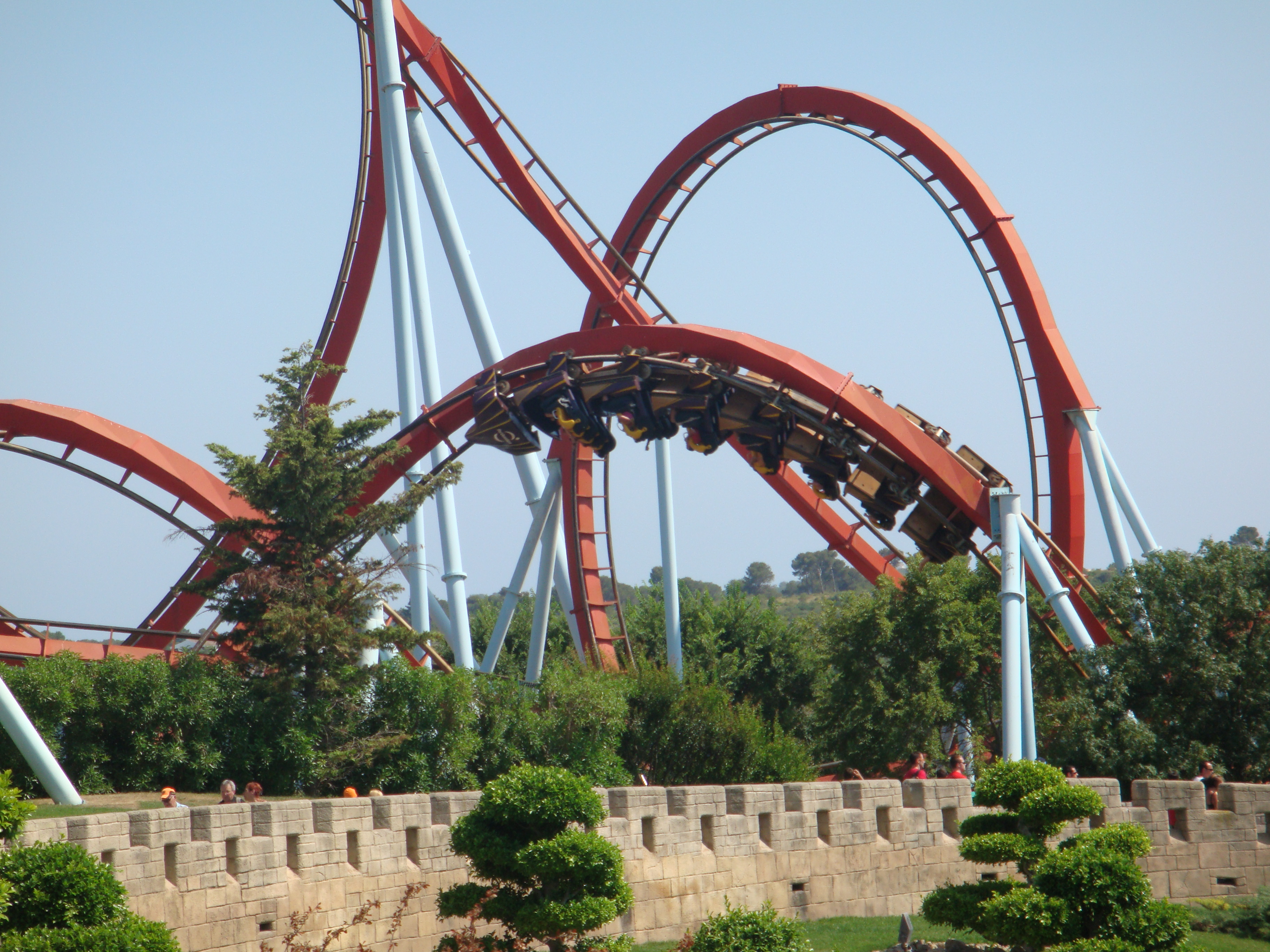
Zona final del recorrido, con los sacacorchos entrelazados.

El espíritu del malvado príncipe Hu de Pekín se reencarnó en el cuerpo del Dragon Khan, un temible dragón. Cada vez que un hombre intenta montar en sus lomos para domarlo, este desata toda su ira, dando vueltas a toda velocidad, loopings y demás, que harán de este viaje un gran desafío.

## Tematización
Su tematización está basada en un templo chino. A la entrada de este, se encuentra un portal con el logo de la atracción sujetado por dos columnas con dos dragones. Una vez dentro del edificio de las colas, nos encontramos una cabeza de dragón gigante (dragón mitólogico de la cultura china) situado en el medio del edificio rodeado por las colas.
Para llegar a la estación, tematizada en un templo chino, se pasa por un puente.
El edificio de colas y estación, junto al restaurante Cantón y el teatro imperial forman la gran plaza de la China imperial, reproducción de la Ciudad Prohibida o el Palacio Imperial de Pekín en China.
Elementos tematizados: colas y estación.

## Recorrido
Una vez montado en el tren, el recorrido empieza en una curva a la derecha con una leve bajada y subida para encarar el sistema de elevación por cadena que nos sube hasta la cima, situada a 45,1 metros por encima del suelo. Tras un giro a la derecha emprende una bajada en gran pendiente de 49,1 metros (nótese que baja más que su altura sobre el suelo) a una velocidad de 104,6 km/h, suficiente para encarar uno de los mayores loops verticales del mundo, de 36 metros de altura. Acto seguido viene un diving loop, un zero-G roll (que se nota más en la parte trasera del carro), y un gran cobra roll. Después de estas 5 inversiones se llega a los frenos de seguridad en medio del recorrido (criticada frenada que en posteriores atracciones de este tipo se sustituyó por una colina de Airtime (momento en el que los pasajeros sienten la sensación de volar) como en Superman: La Atracción de Acero del Parque Warner Madrid). Una vez pasados los frenos el recorrido hace una bajada en curva, pasando por debajo del primer loop vertical, enlazando otro pequeño loop vertical y luego un giro de unos 270° muy peraltado por encima de las vías del tren a bastante altura para encarar un interlocking corkscrew (sacacorchos entrelazados), seguido de una curva de 180° para encarar los frenos finales, donde se reduce la velocidad para entrar de nuevo en la estación después de recorrer 1.269,5 metros en apenas 1 minuto y 45 segundos, con 8 inversiones.

## Ficha

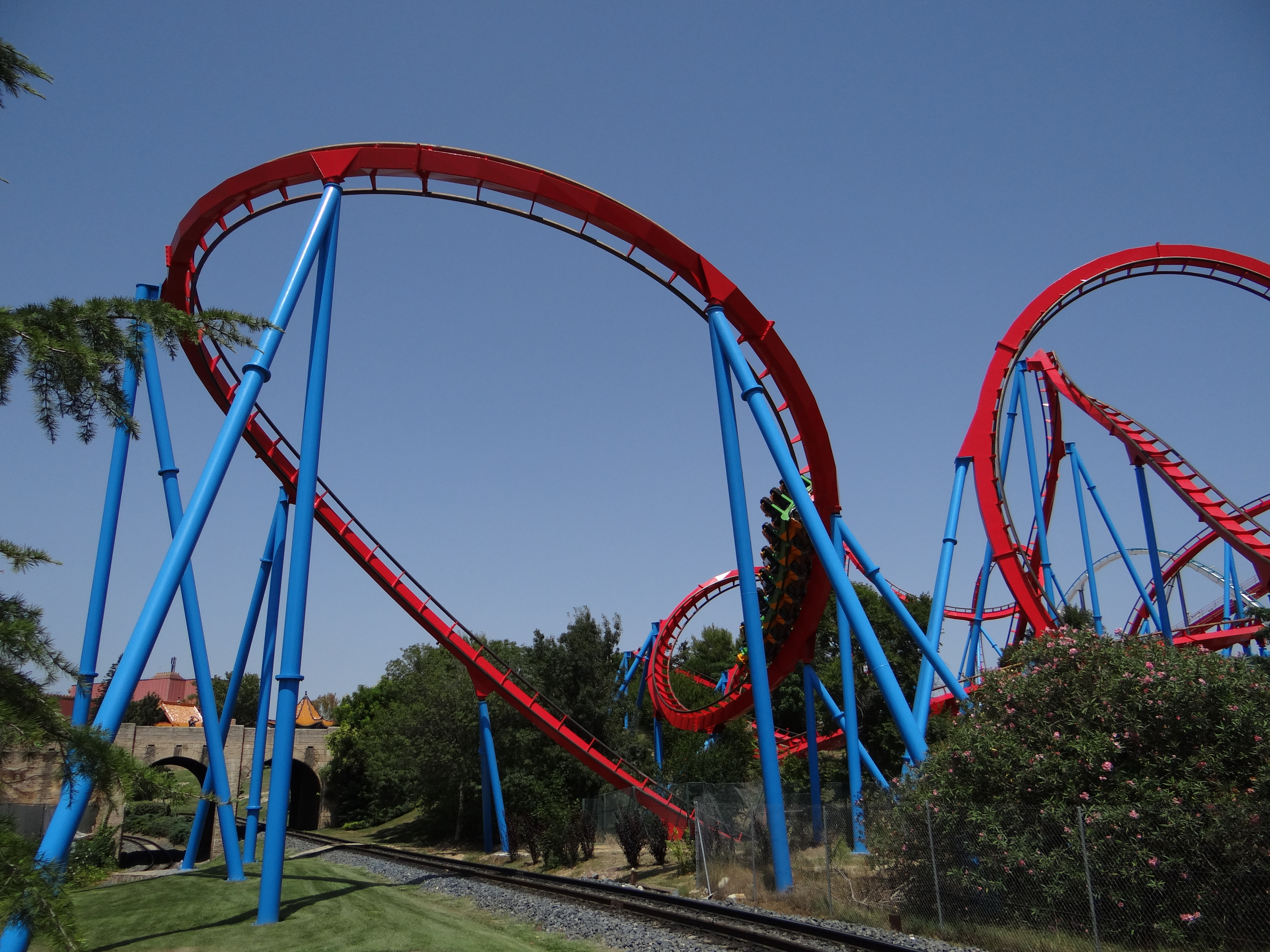
Dragon Khan comenzando la sección baja, después del segundo loop.

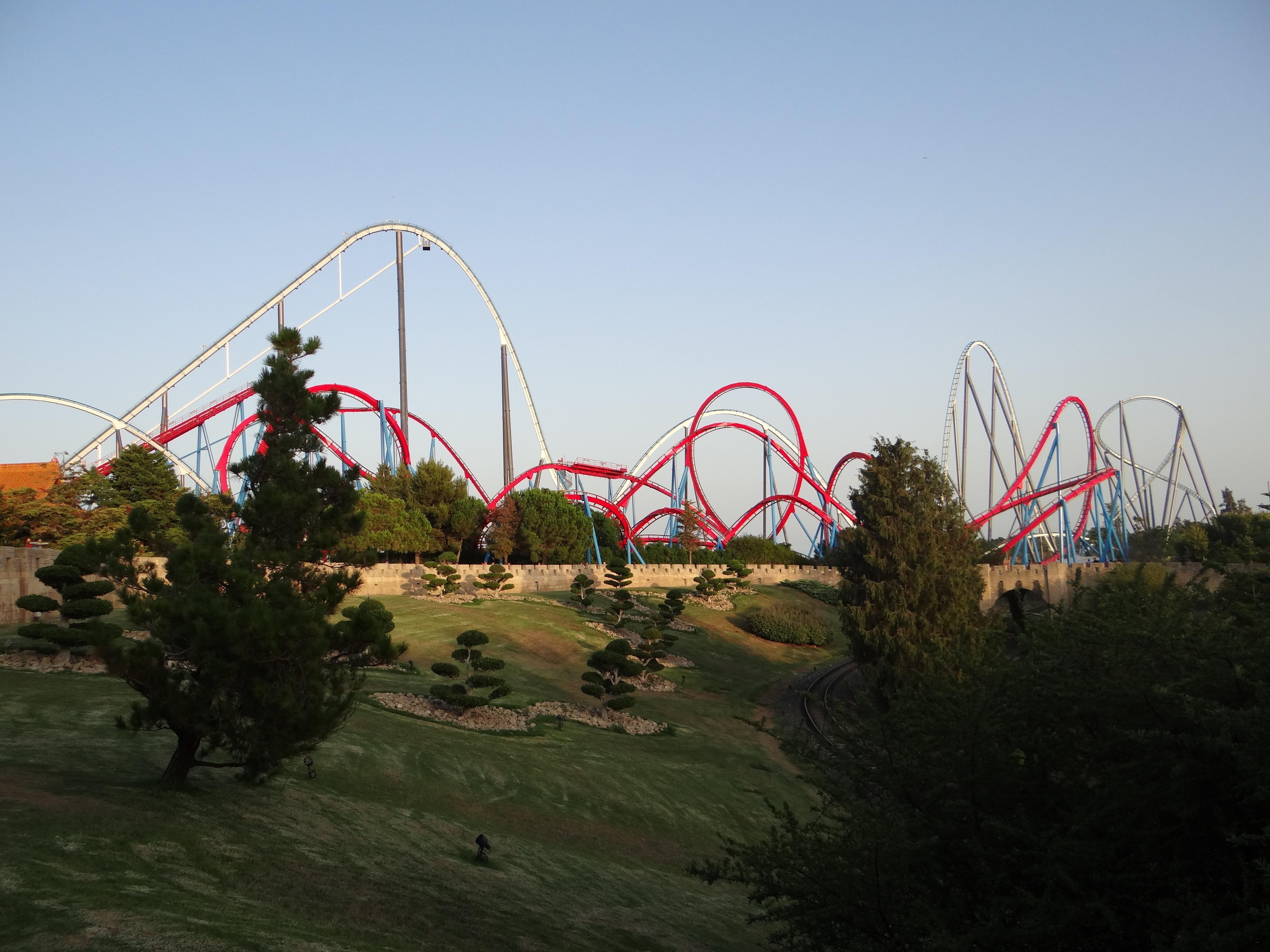
Skyline de PortAventura Park tras inaugurar en 2012 Shambhala: Expedición al Himalaya

| Fecha de inauguración               | 2 de mayo de 1995                          |
| Zona del parque                     | China                                      |
| Tipo                                | Twisted sit-down steel coaster             |
| Diseño                              | Bolliger & Mabillard                       |
| Estado actual                       | Operativa                                  |
| Altura y caída máxima               | 45,1 m/49,1 m                              |
| Velocidad máxima                    | 110 km/h                                   |
| Inclinación máxima (subida/caída)   | 26°/45°                                    |
| Longitud del recorrido              | 1269,5 m                                   |
| Duración del recorrido              | 1 min 45 s (1 min sin subida)              |
| Número máximo de trenes simultáneos | 3                                          |
| Capacidad por tren                  | 28 (4×7)                                   |
| Número de inversiones               | 8                                          |
| Volumen de pasajeros                | 1300 pasajeros/hora                        |
| Máxima altura looping               | 36 m                                       |
| Foto/vídeo on ride                  | Sí/no                                      |
| Servicio exprés                     | Sí                                         |
| Colores                             | Soportes azules, vía roja y raíl de acero  |
| Altura mínima y máxima              | 1,4 m /1,95 m                              |
| Tipo de frenada                     | Frenos neumáticos                          |
| Sistema de subida                   | Cadena                                     |
| Acceso con movilidad reducida       | Sí                                         |
| Coste                               | 6.000.000 €                                |
| Geolocalización                     | 41°05′18″N 1°09′40″E / 41.088271, 1.161128 |
| Otros                               | Cierra con viento superior a 50 km/h       |

## Galería de fotos

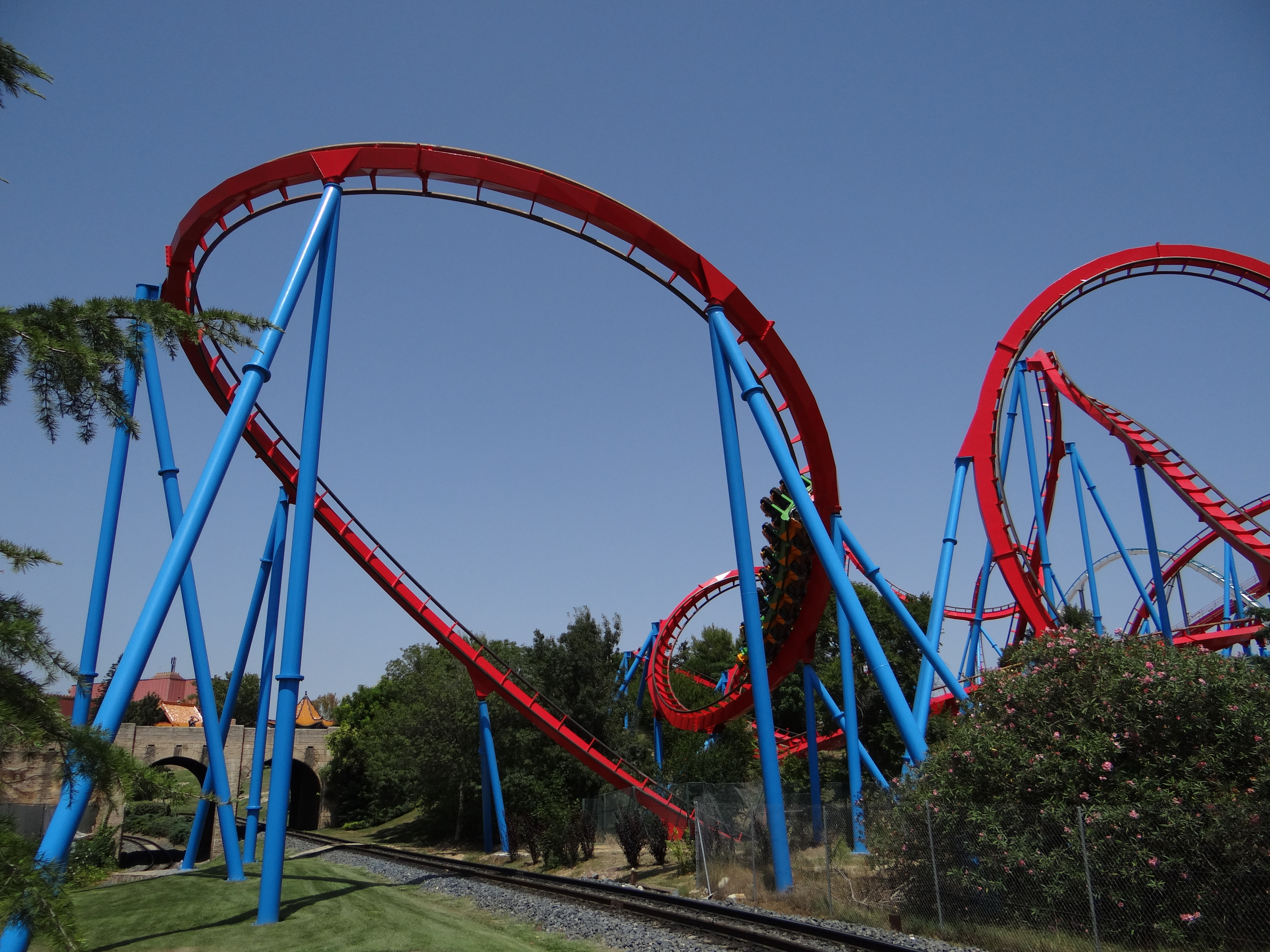
Dragon Khan comenzando la sección baja, después del segundo loop.
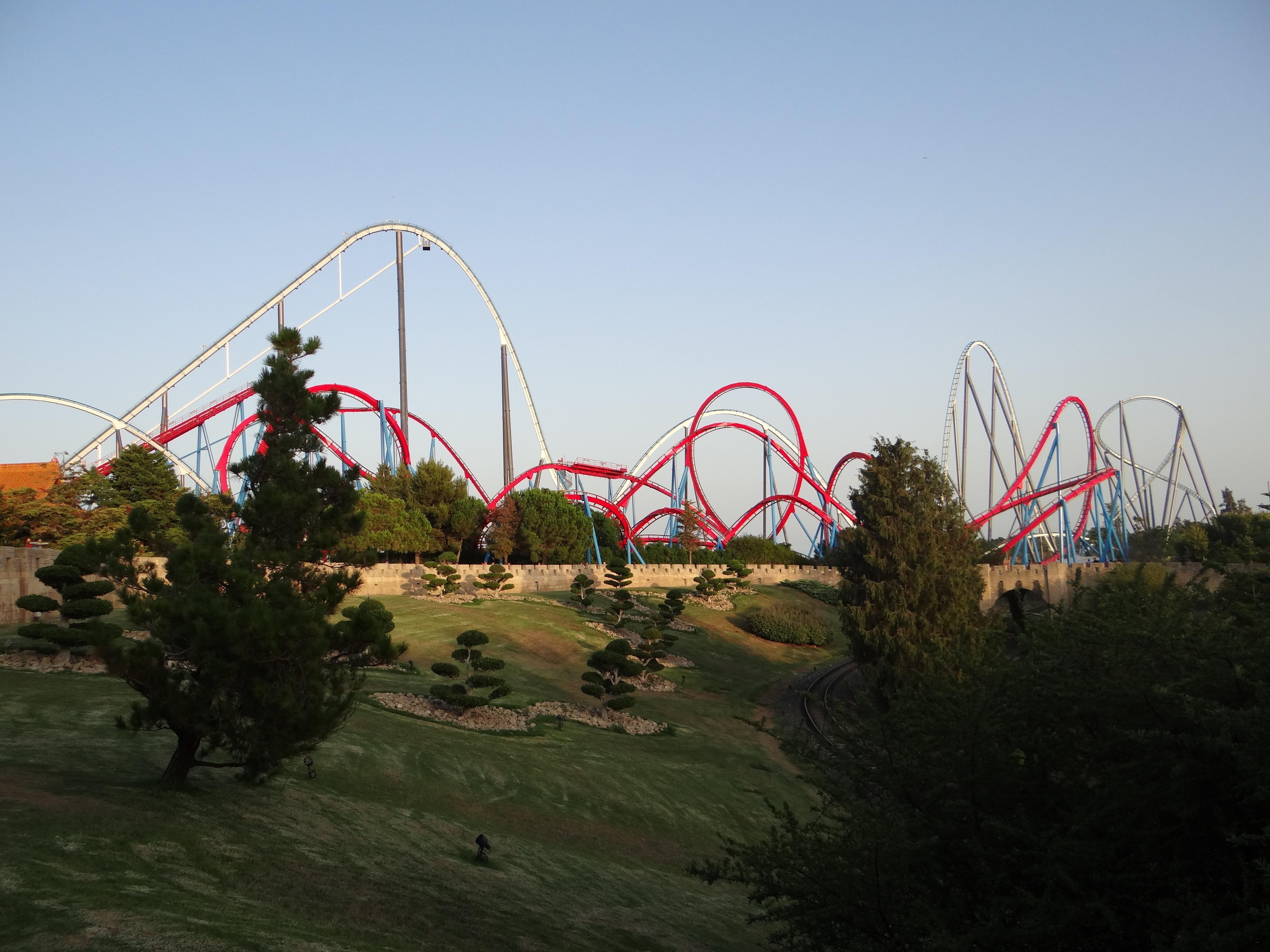
Visión de ambas montañas rusas en 2012.
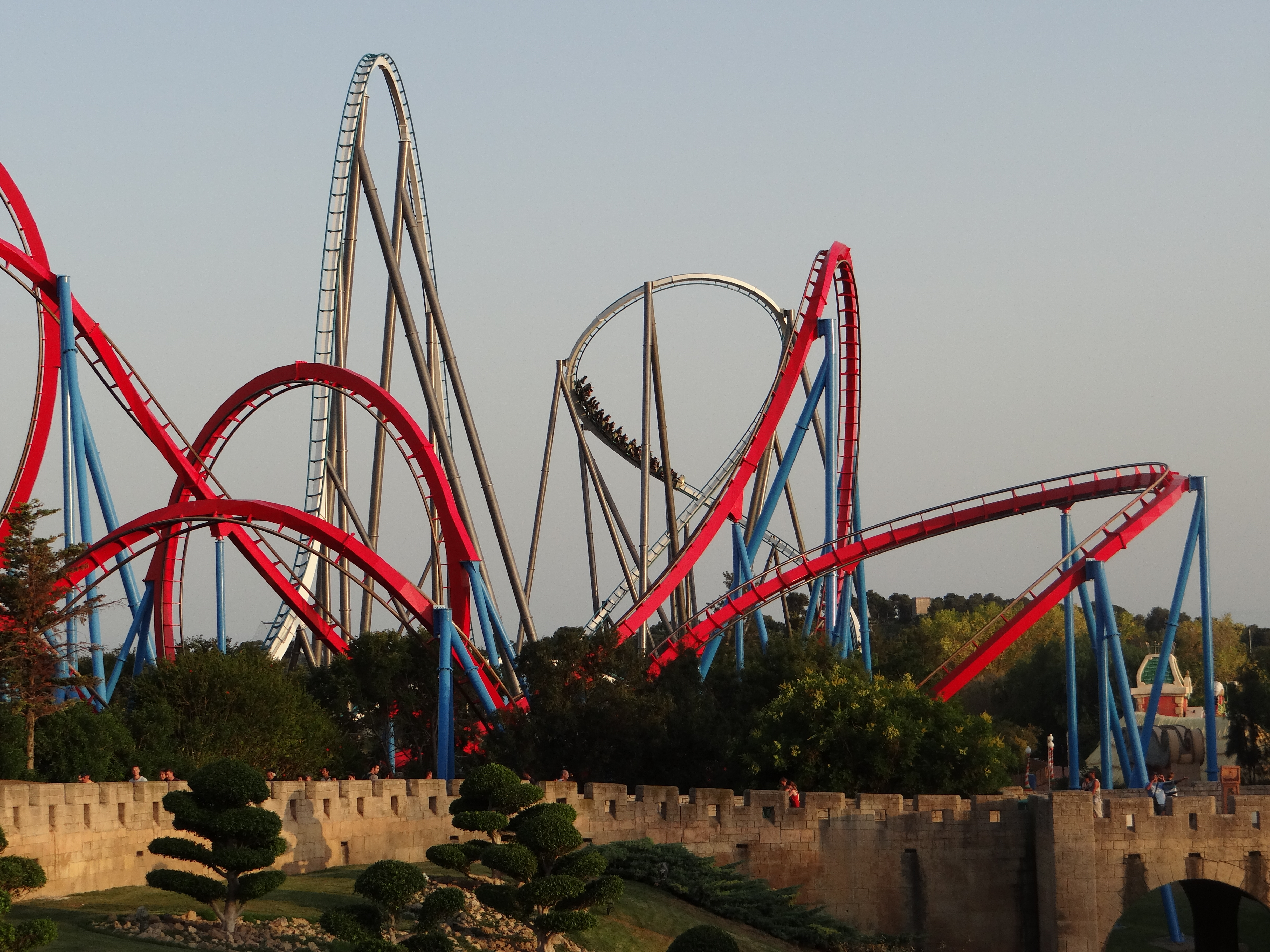
Dragon Khan y Shambhala en 2012.
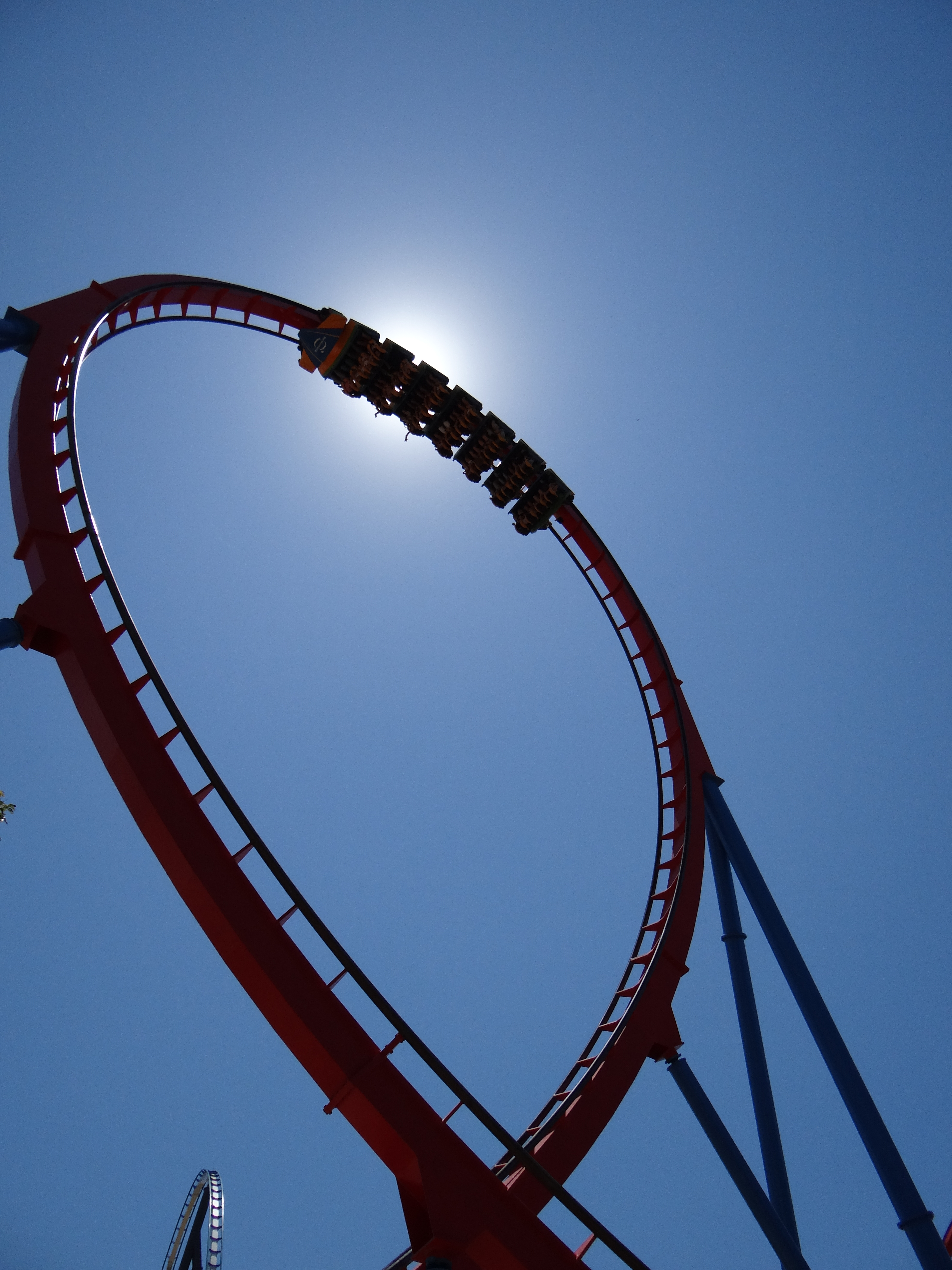
Dragon Khan en su gran loop, frente al sol.
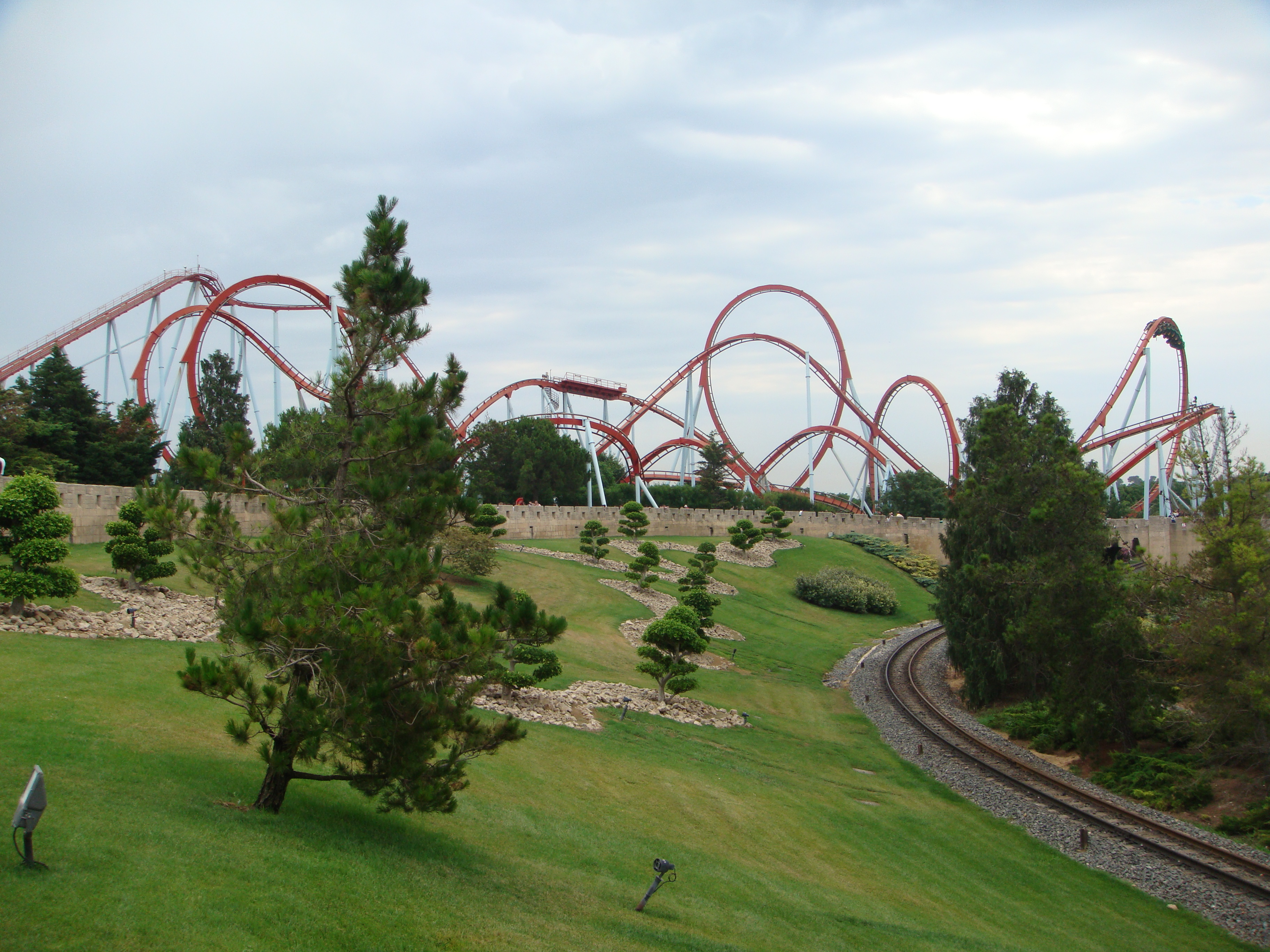
Vista completa del recorrido.
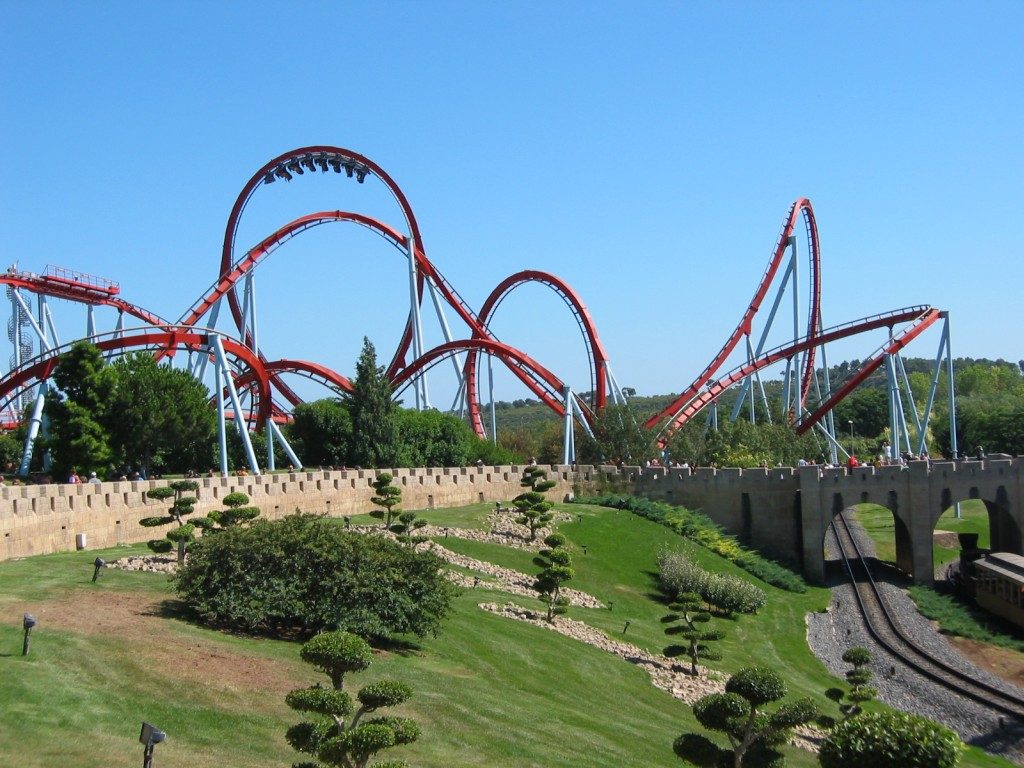
Parte derecha de la estructura de Dragon Khan.
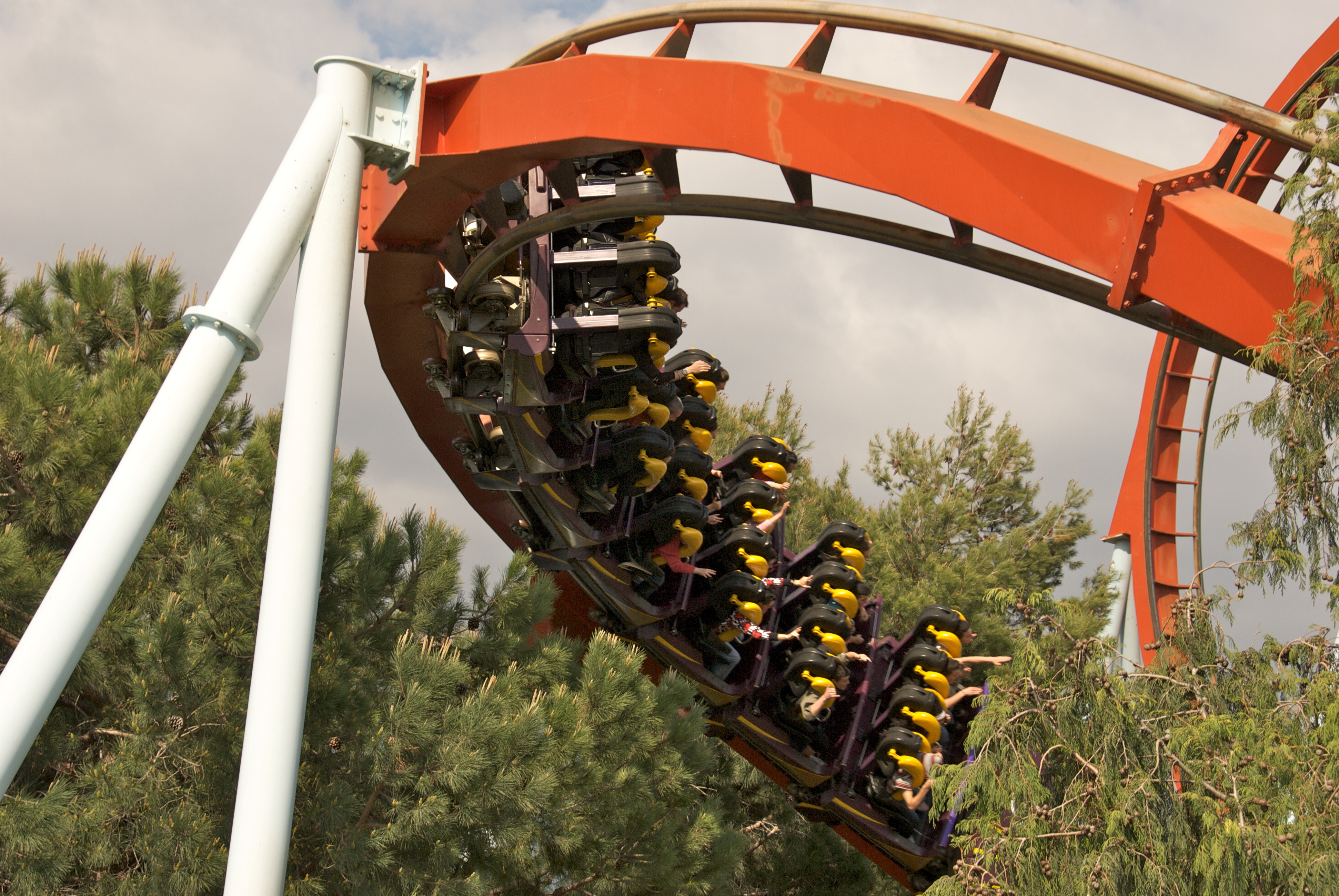
Vista cercana del sacacorchos desde la Gran Muralla China de PortAventura Park.
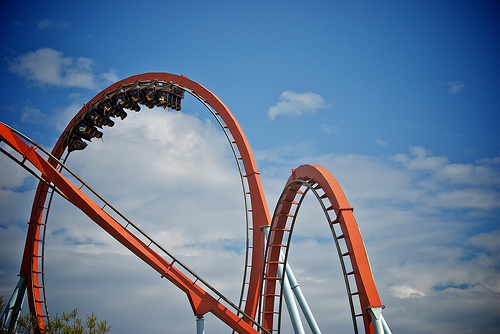
Loop vertical; uno de los más altos del mundo, con 36 metros de altura.
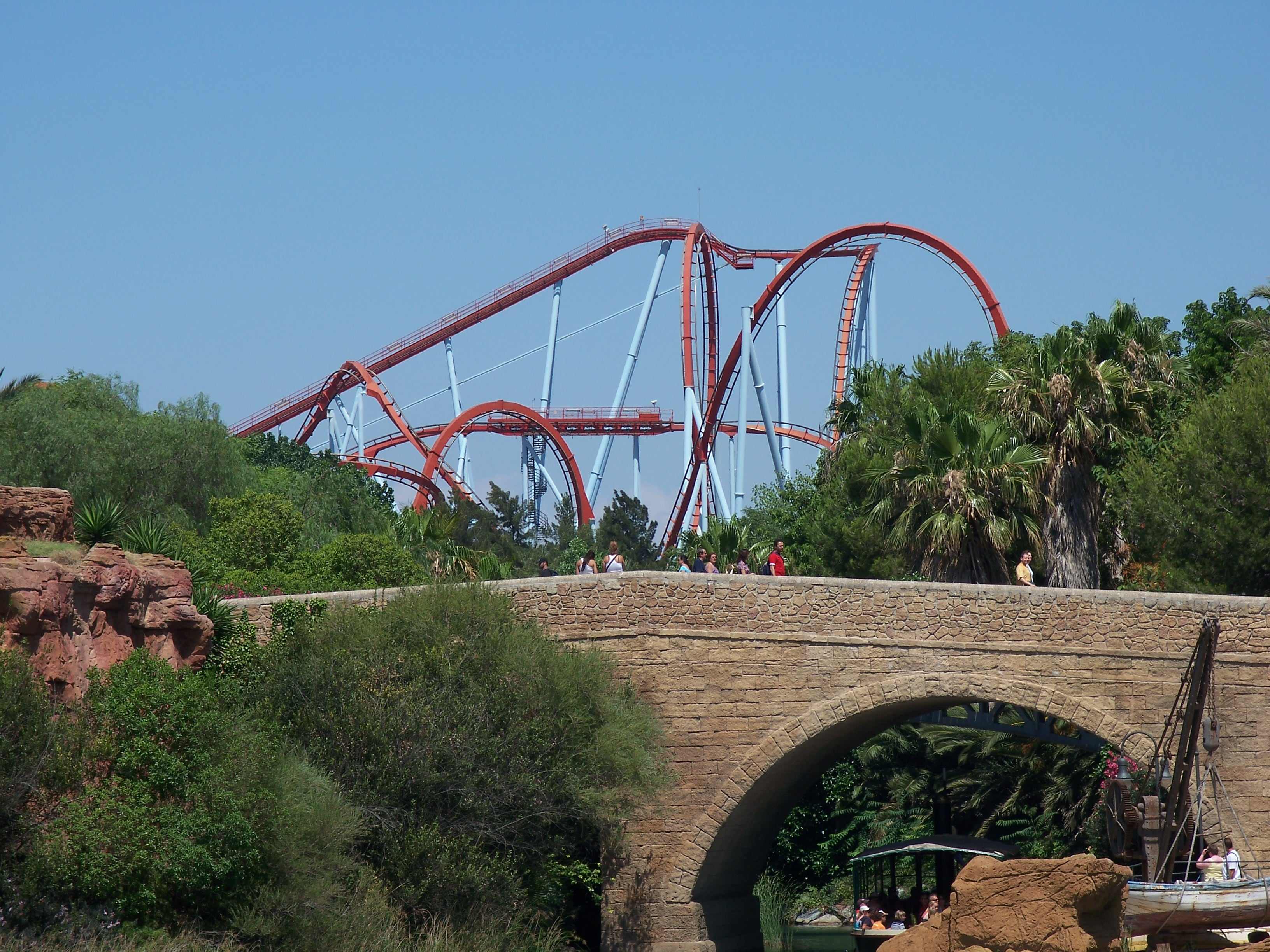
Vista lejana del Dragon Khan.
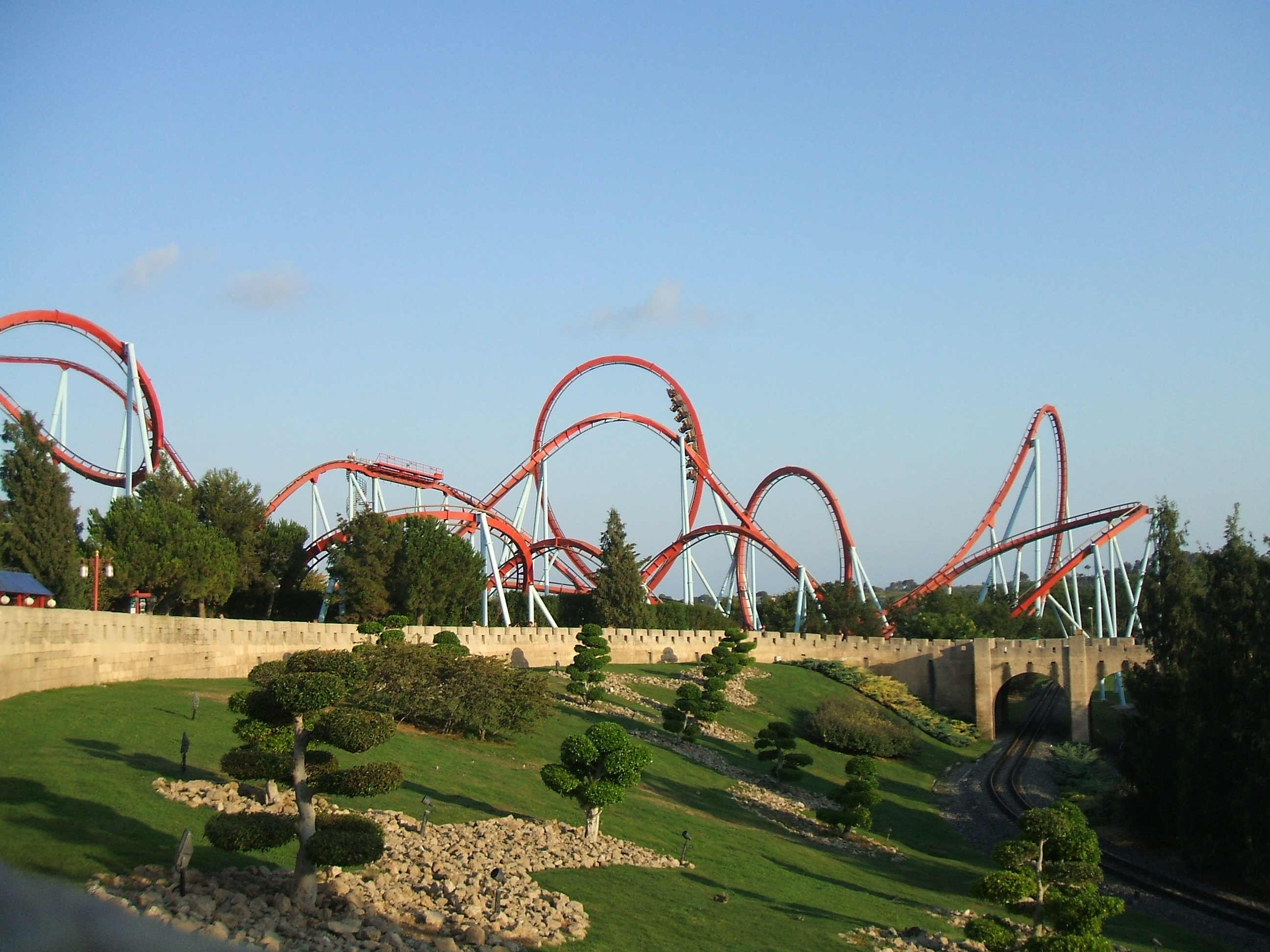
Vista lejana de Dragon Khan.
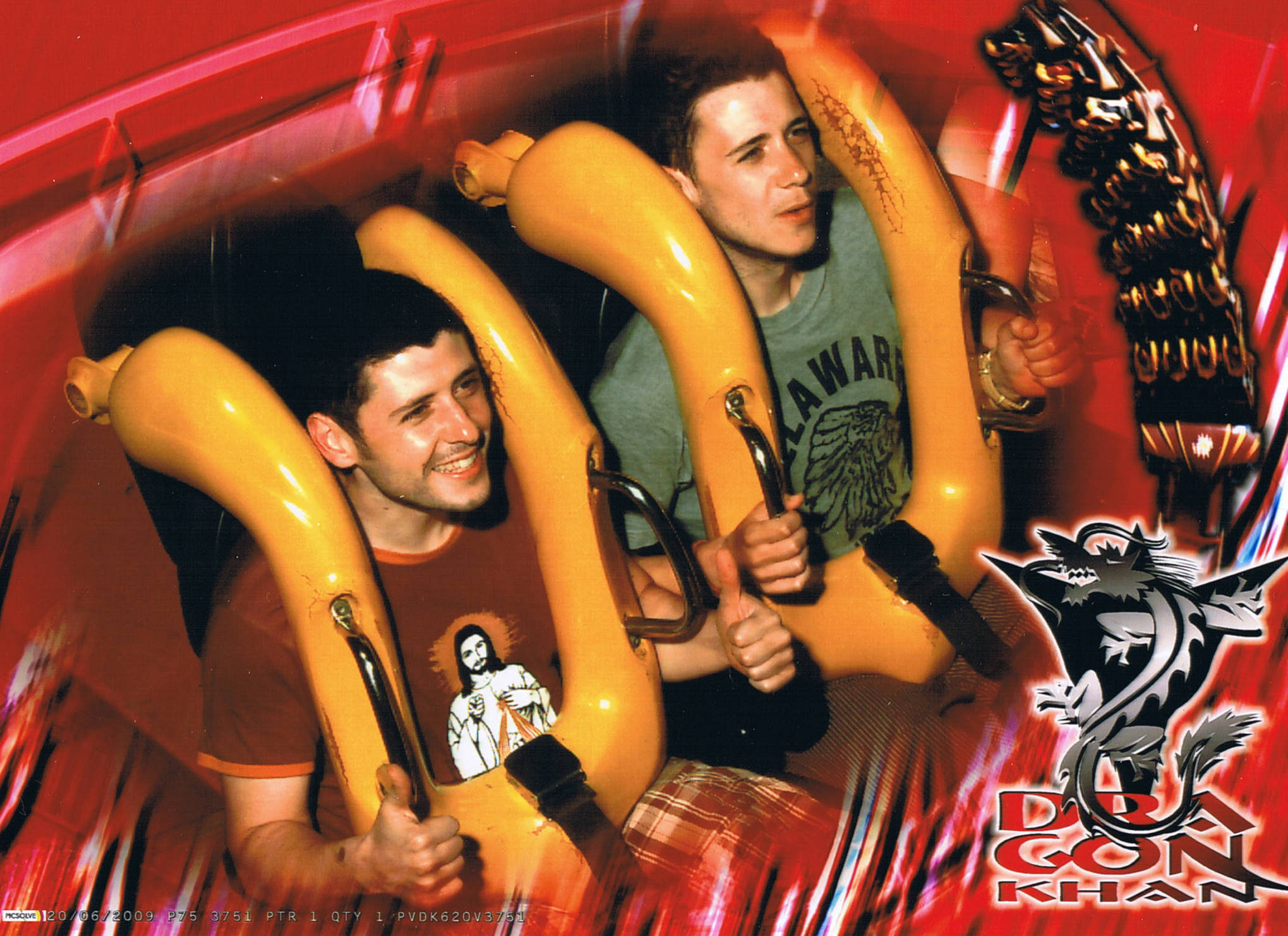
Vista de la foto on ride.
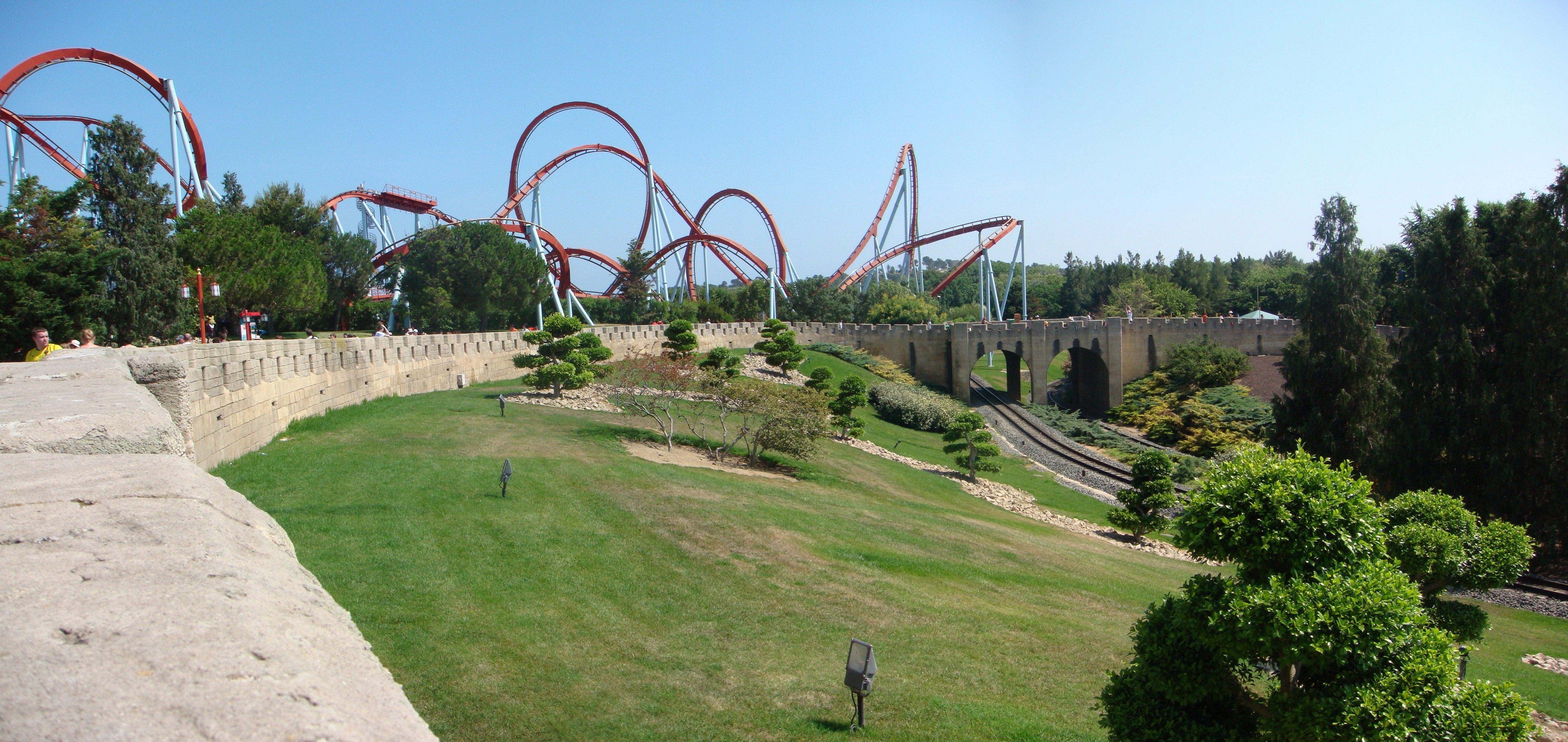
Vista panorámica de la muralla y de Dragon Khan.
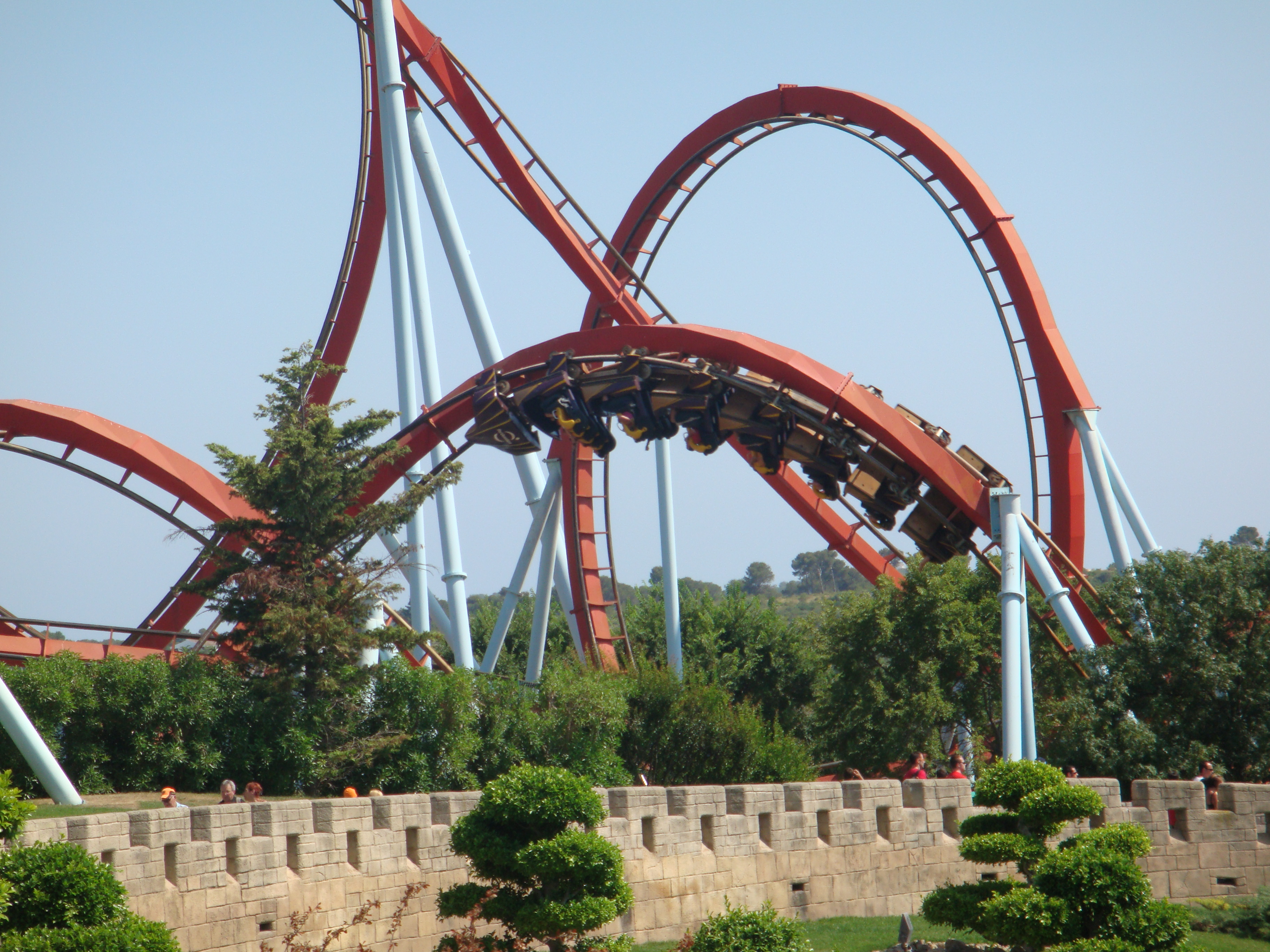
Sacacorchos entrelazado de la parte final del recorrido.
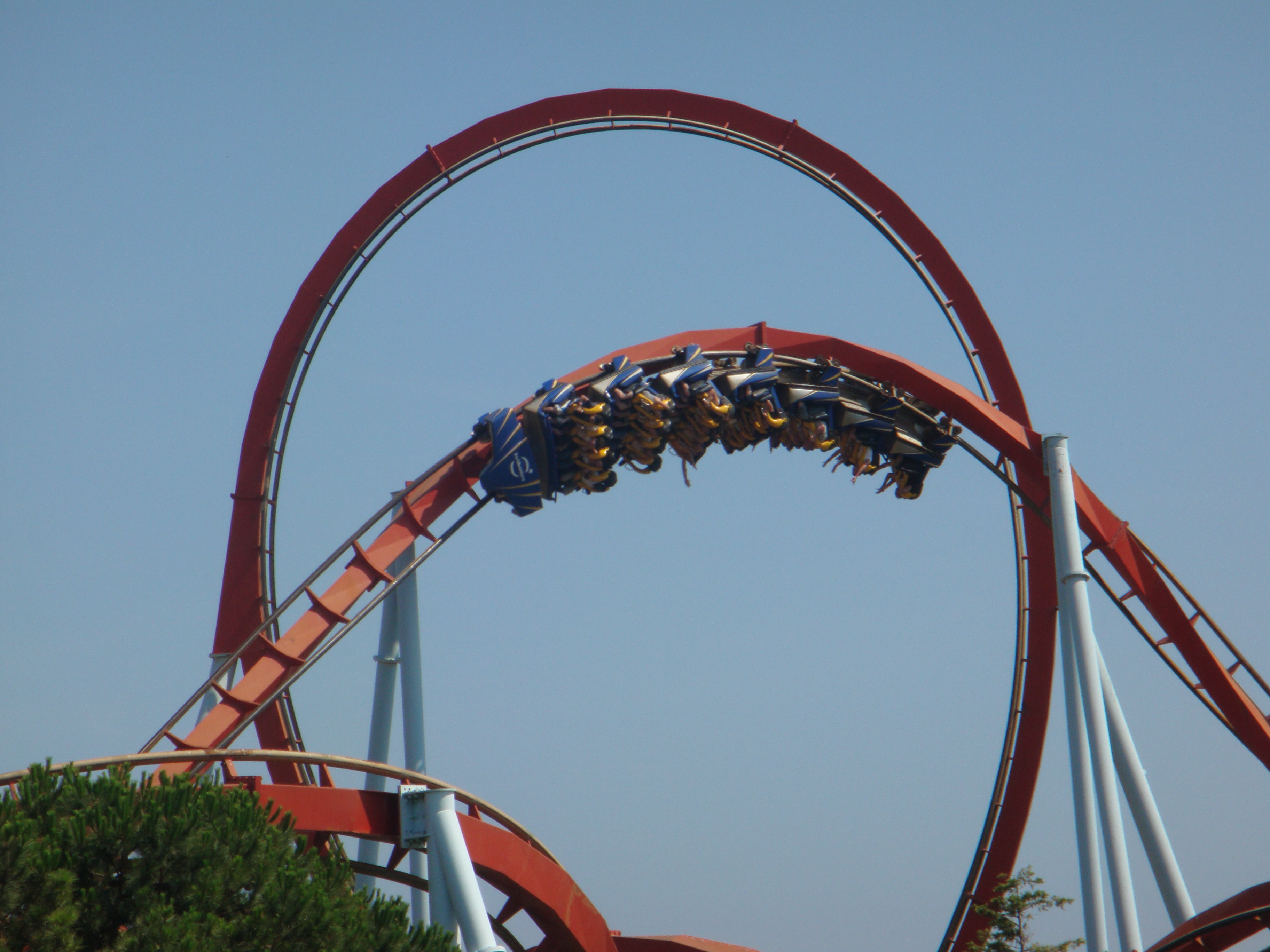
Zero-G roll.
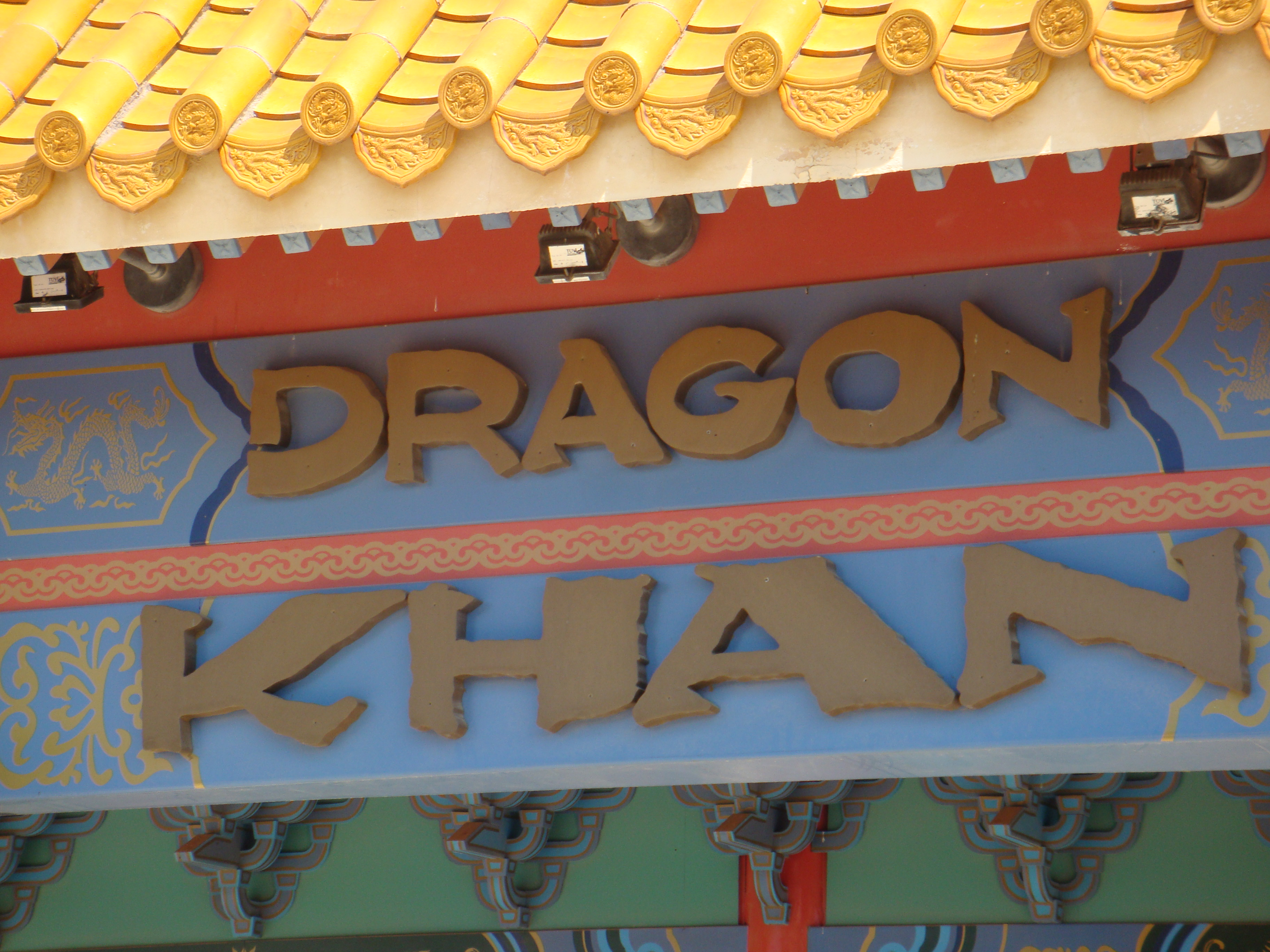
Logo tematizado.
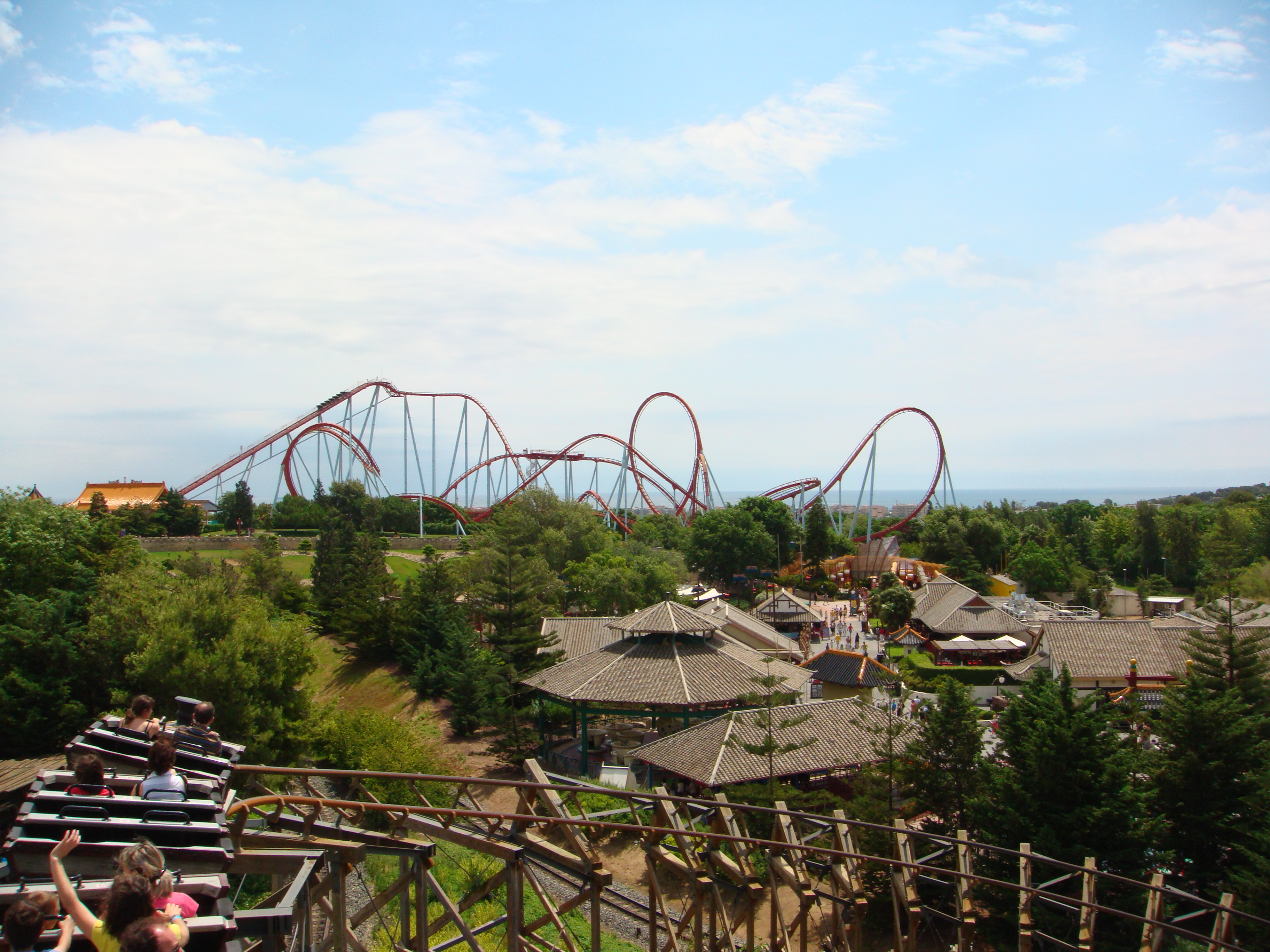
Vista del Dragon Khan desde las alturas de El Diablo- Tren de la Mina.
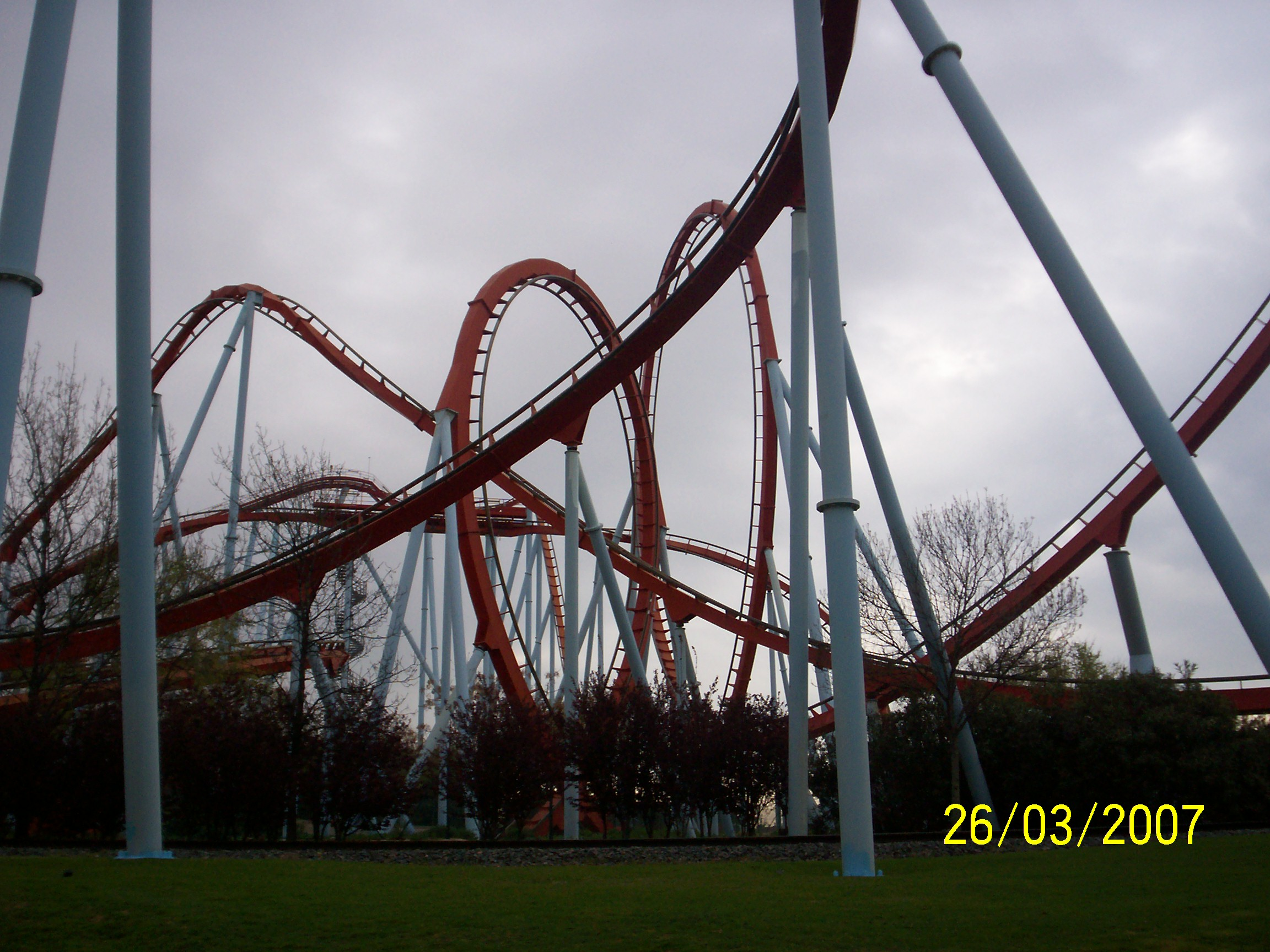
Vista de cerca de la montaña rusa desde el tren.
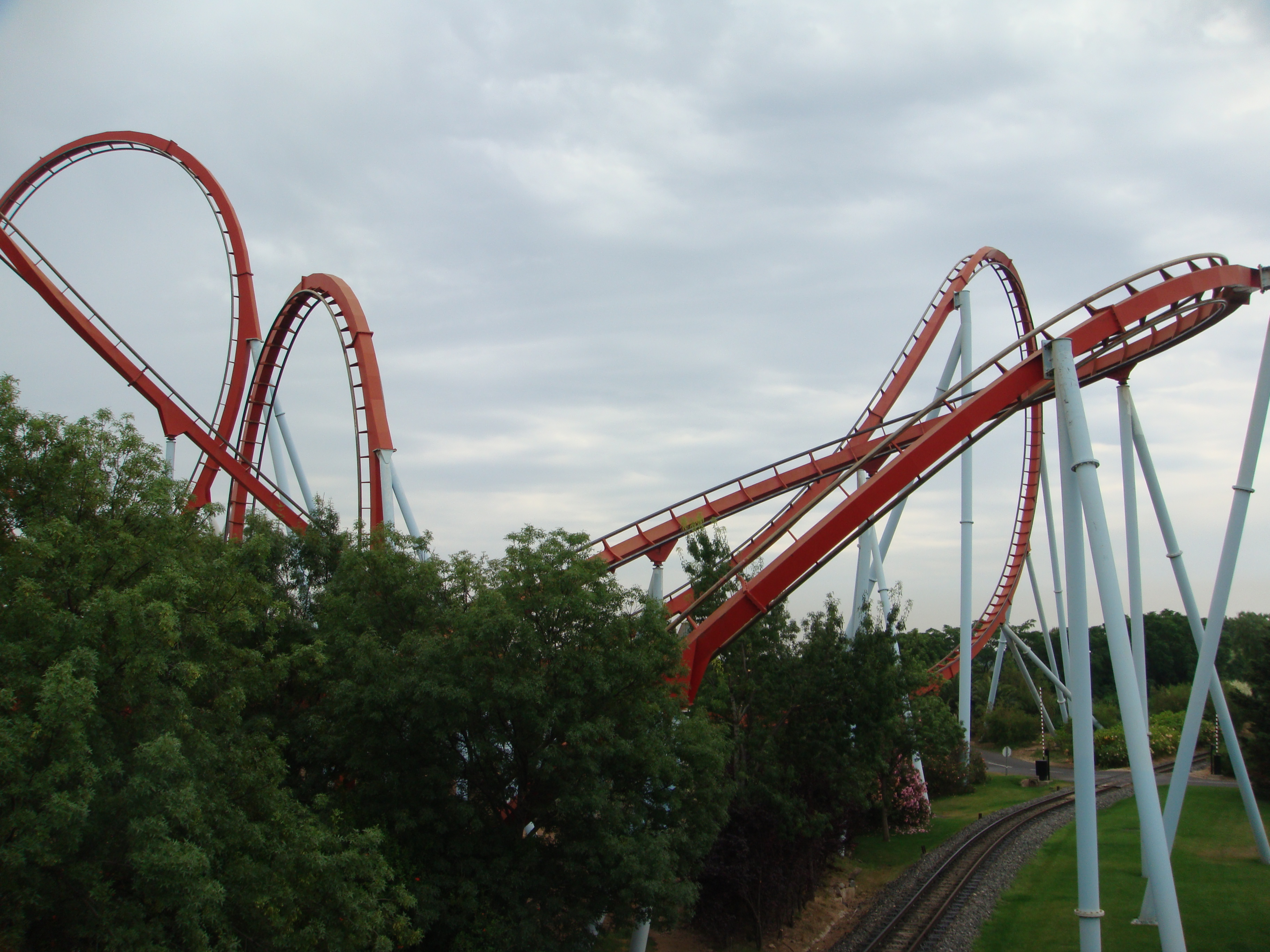
Vista parcial del recorrido.
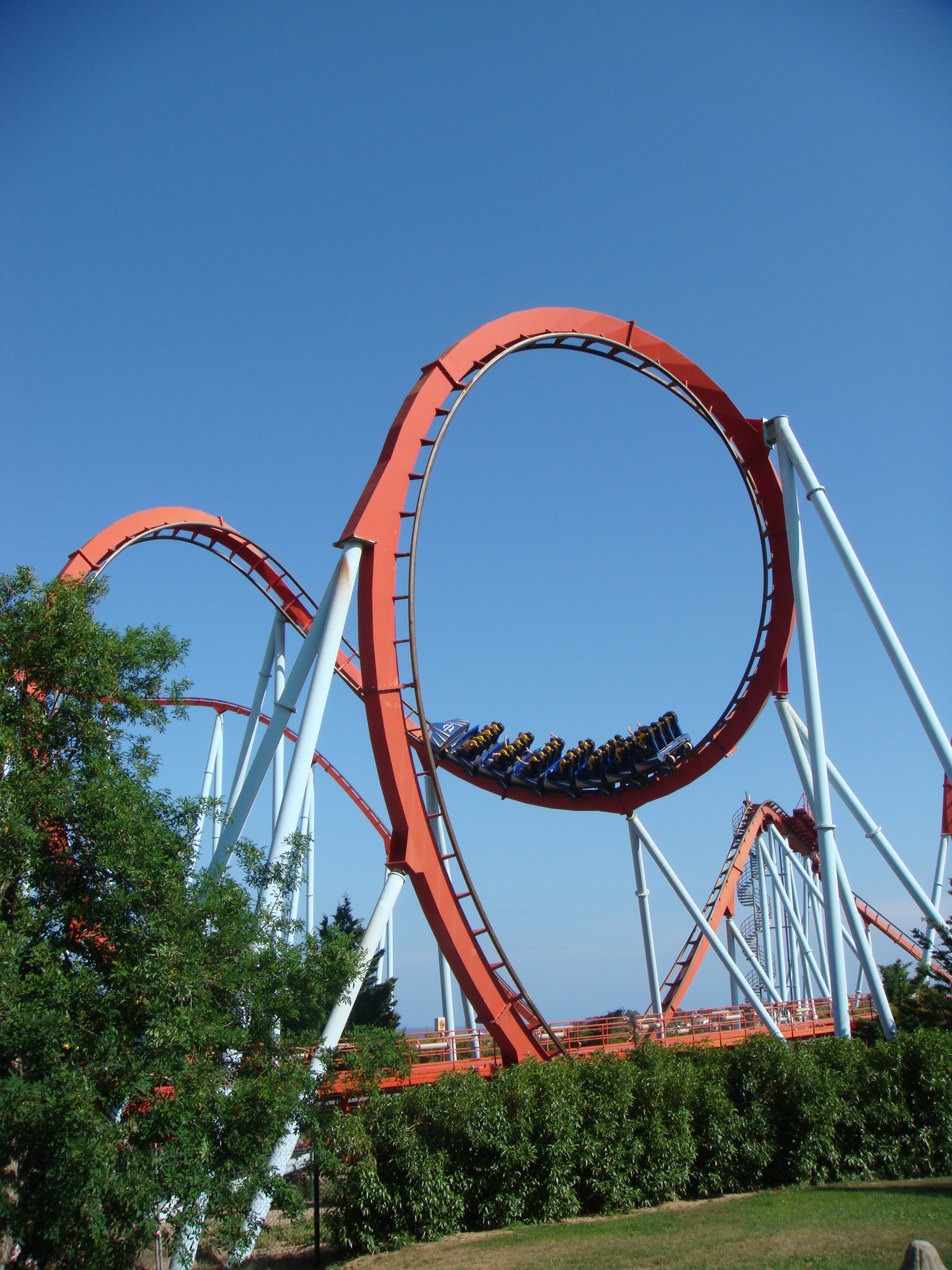
Cobra roll.
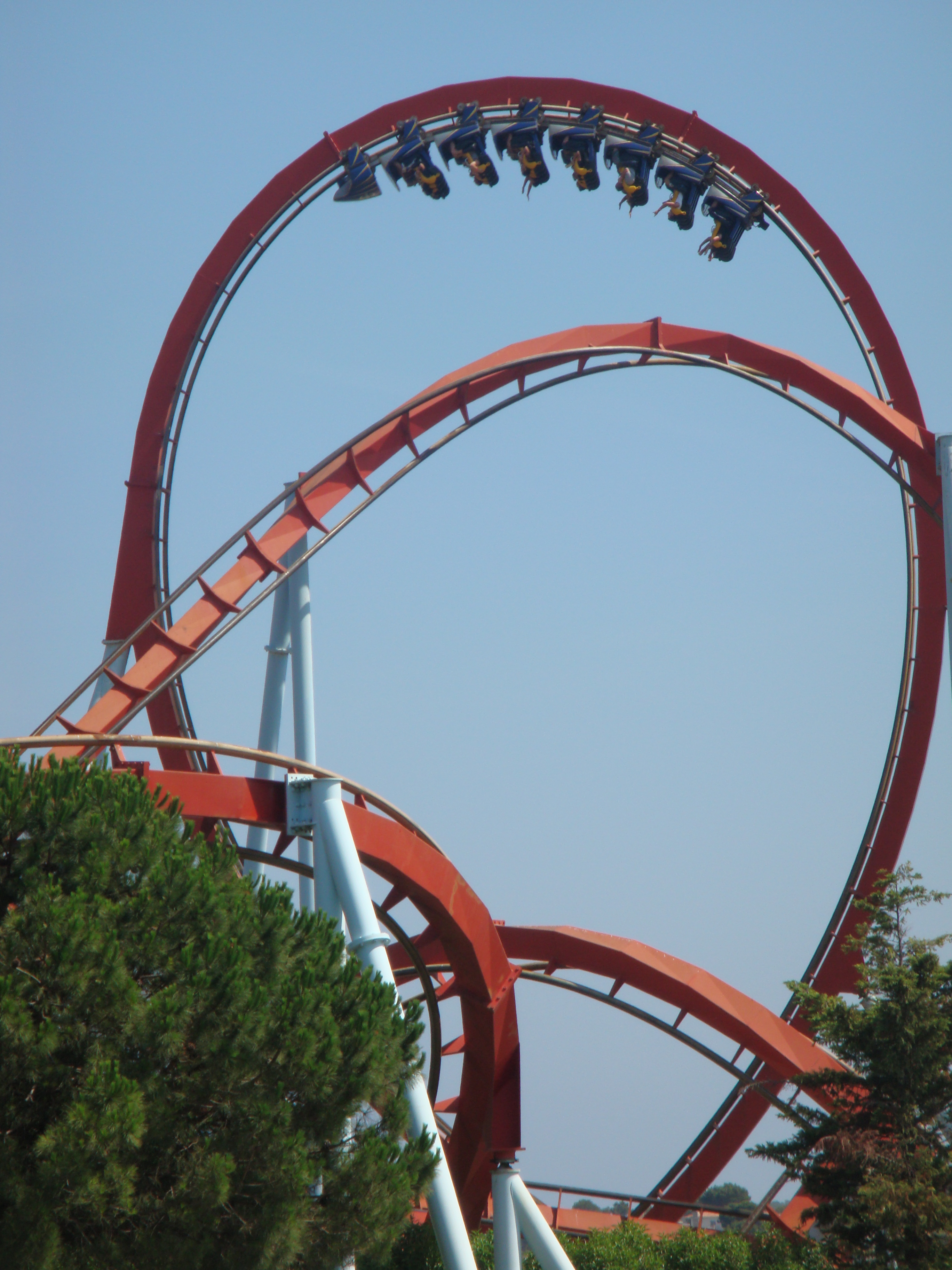
Loop vertical.